# Episodi di Please Like Me (quarta stagione)
La quarta stagione della serie televisiva Please Like Me è andata in onda in Australia dal 09 novembre al 14 dicembre 2016 su ABC2.
In Italia, la stagione è disponibile su Netflix dal 6 febbraio 2017, in lingua originale con sottotitoli in italiano.
I titoli originali degli episodi sono tutti collegati a cibo e drink.
| n° | Titolo originale | Titolo Italiano | Prima TV Australia | Prima TV Italia |
| -- | ---------------- | --------------- | ------------------ | --------------- |
| 1  | Babaganoush      |                 | 9 novembre 2016    | 6 febbraio 2017 |
| 2  | Porridge         |                 | 16 novembre 2016   | 6 febbraio 2017 |
| 3  | Beluga Caviar    |                 | 23 novembre 2016   | 6 febbraio 2017 |
| 4  | Degustation      |                 | 30 novembre 2016   | 6 febbraio 2017 |
| 5  | Burrito Bowl     |                 | 7 dicembre 2016    | 6 febbraio 2017 |
| 6  | Souvlaki         |                 | 14 dicembre 2016   | 6 febbraio 2017 |